# 이여성 (축구 선수)
이여성(1983년 1월 5일 ~ )은 대한민국의 은퇴한 축구 선수이다.